# Soustružení dřeva

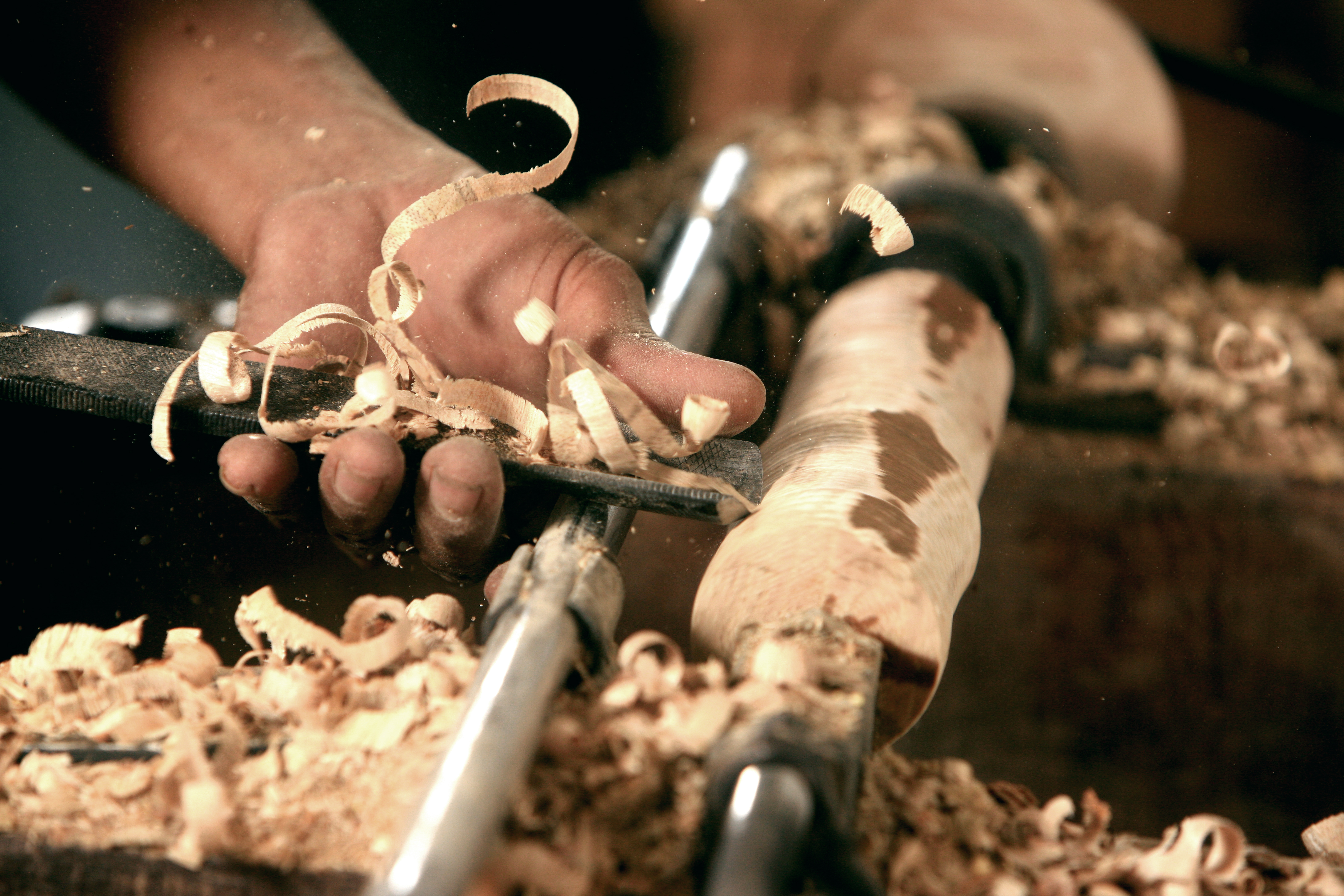
Detailní snímek soustružení dřeva

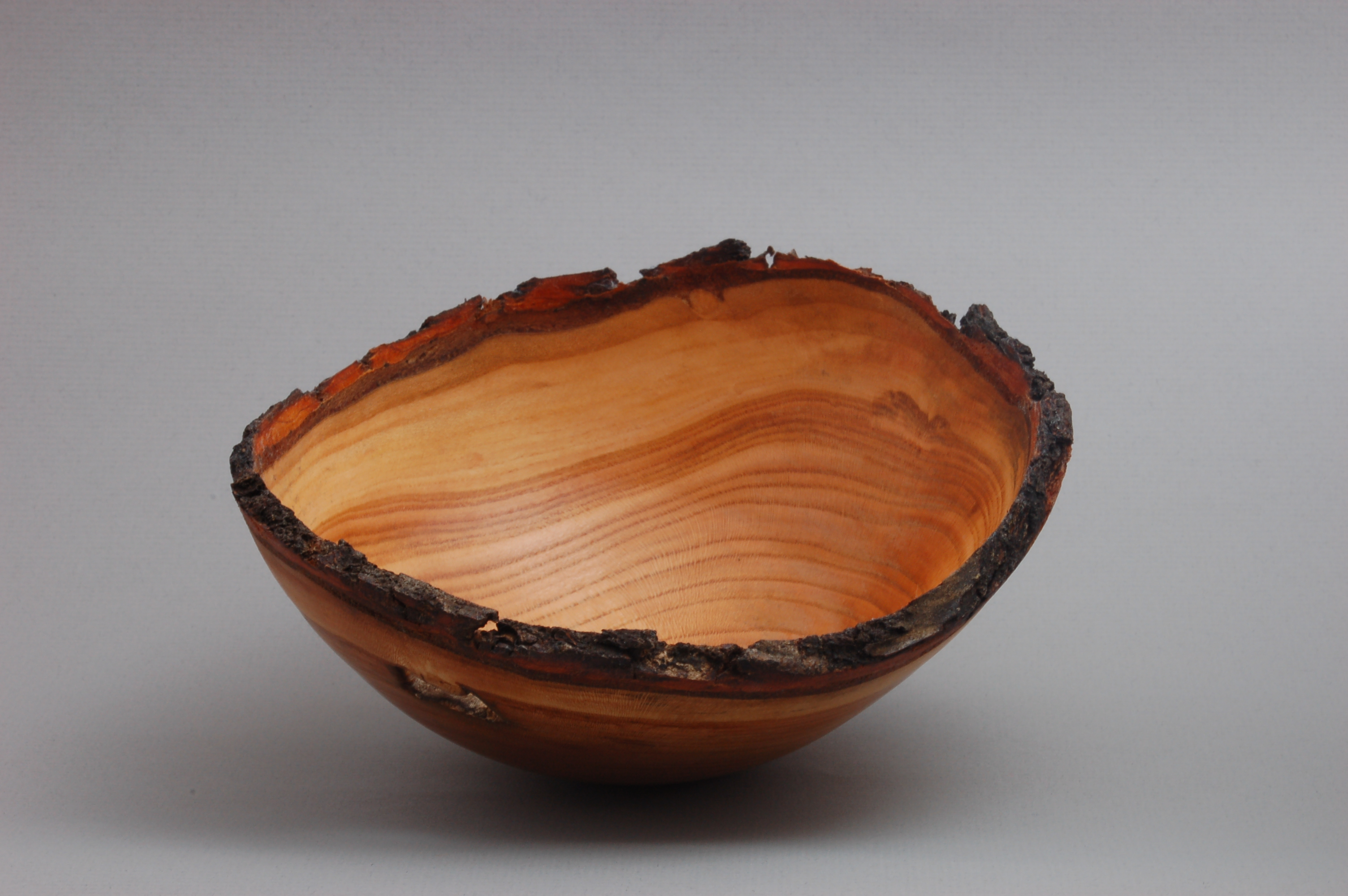
Soustružená dřevěná mísa s přírodním okrajem

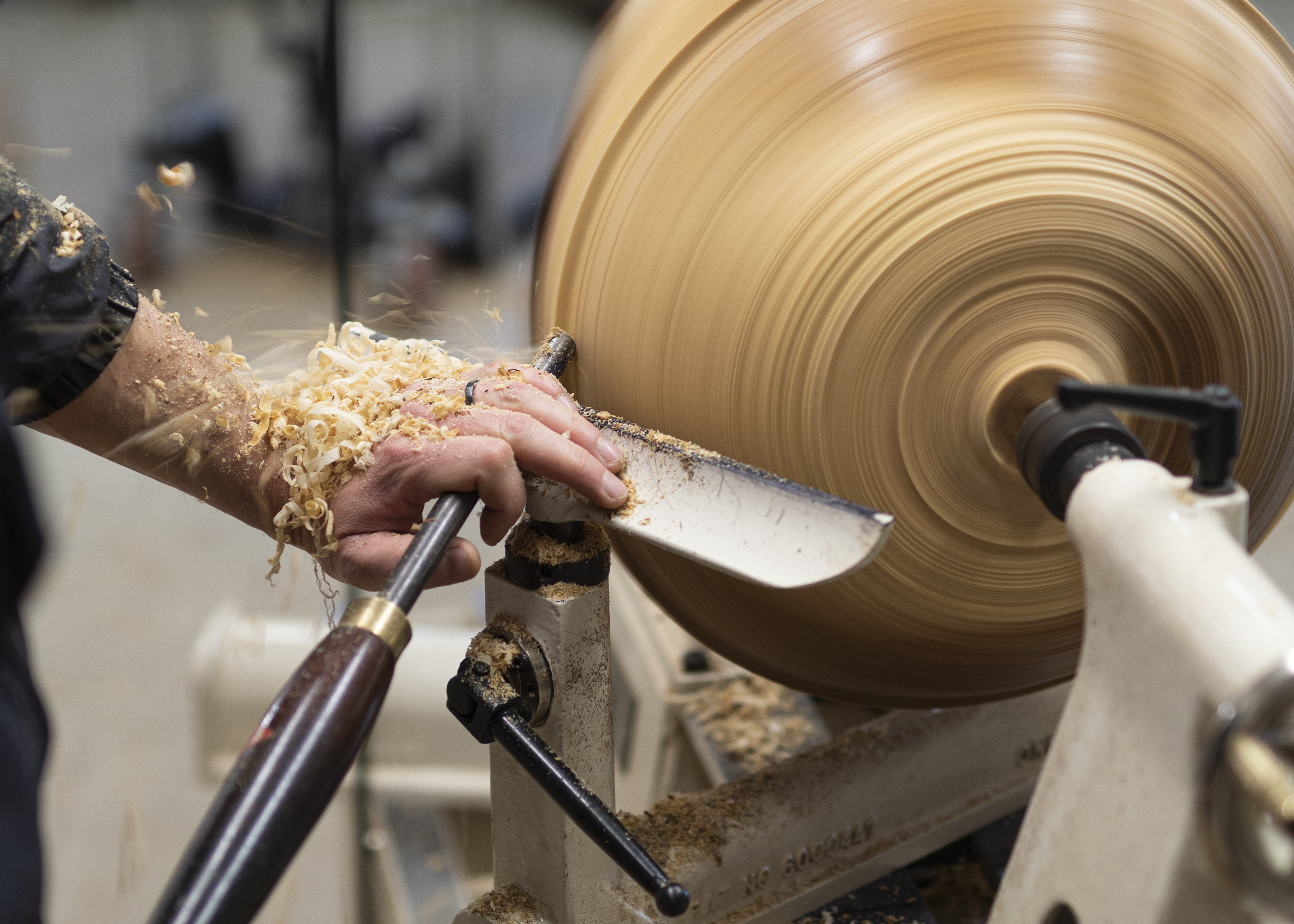
Soustružení mísy

Soustružení dřeva je řemeslná činnost, při které se ručně obrábí dřevo pomocí řezných nástrojů s využitím soustruhu na dřevo, který zajišťuje rotační pohyb obrobku. Stejně jako hrnčířský kruh je i soustruh na dřevo zařízení, pomocí kterého lze vytvářet různé i nesymetrické tvary. Uživatel soustruhu se nazývá soustružník. Nutné dovednosti pro používání řezných nástroje ručně odlišuje soustružení dřeva a soustruh na dřevo od kovoobráběcího soustruhu.
Na soustruhu se běžně vyrábějí např. násady nástrojů, svícny, misky na vejce, knoflíky, lampy, válečky, válcové krabice, vánoční ozdoby, šněrovadla, pletací jehlice, pouzdra na jehly, náprstky, pera, figurky, kolovrátky; nohy, vřetena a kolíky na nábytek; sloupky a sloupky pro architekturu; baseballové pálky, duté formy, jako jsou dřevěné dechové hudební nástroje, urny, sochy; misky, podnosy a sedátka židlí. Průmyslová výroba nahradila mnohé z výrobků z tradiční ruční výroby. Soustruh na dřevo se však stále používá pro výrobu uměleckých předmětů nebo jiných specializovaných výrobků v menším objemu. Zkušený soustružník dokáže vyrobit širokou škálu předmětů s použitím několika málo jednoduchých nástrojů.

## Významní soustružníci
- Richard Raffan
- Bob Stocksdale
- Peter Hromek